# 파이스토스 원반

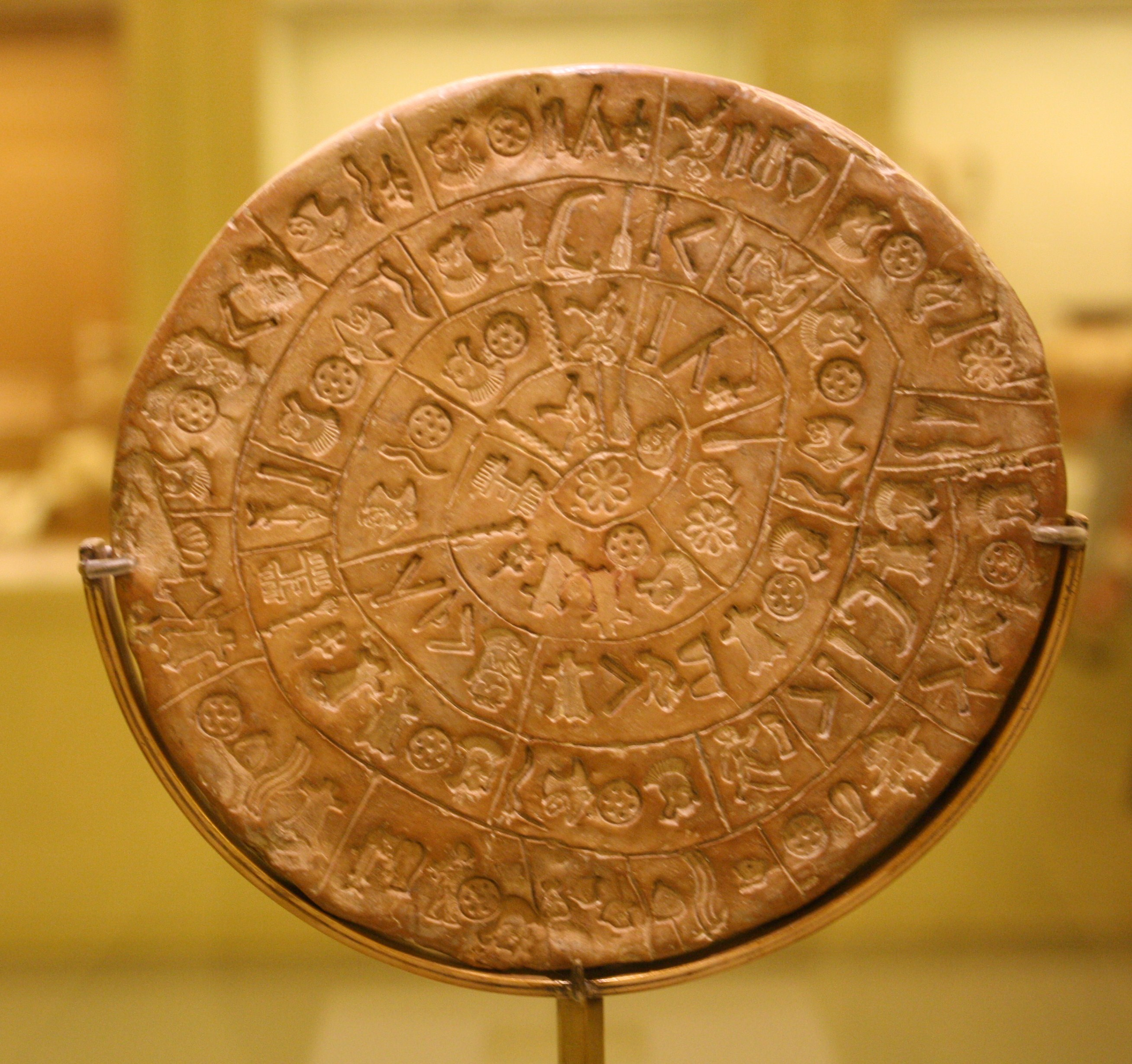

파이스토스 원반(영어: Phaistos Disc)은 그리스 크레타의 파이스토스에 있는 미노아 문명의 궁전에서 발굴된 구운 점토 원반으로, 그 제작 연대는 기원전 제2천년기 청동기 시대로 추측된다. 직경은 약 15 cm에 양면이 모두 나선형으로 찍힌 기호들로 뒤덮여 있다. 이 기호들의 목적과 의미, 심지어 어디서 만들어졌는지 정확한 위치조차 불확실하여, 현존하는 고고학 최대의 미스터리 중 하나이다. 이 오파츠는 현재 이라클리오의 고고학 박물관에서 보관 중이다.

## 같이 보기
- 선형문자 A